# あゝプロ野球
『あゝプロ野球』（ああプロやきゅう）は、1977年10月1日から1978年3月25日までテレビ朝日系列局で放送されていた朝日放送（ABCテレビ）製作のスポーツドキュメンタリー番組である。シャープの一社提供。放送時間は毎週土曜 22:30 - 23:00 （日本標準時）。

## 概要
高校野球を題材にしていた『あゝ甲子園』の後継番組で、こちらはプロ野球を題材にしていた。
番組は、毎回特定のプロ野球選手や球団監督について取り上げたドキュメンタリー映像を放送していた。また、野球関連のさまざまな技術論について解説したり、ゲストを迎えての実験企画を行ったりしていた。当初から半年間の放送が予定されていた番組で、プロ野球シーズンの到来とともに終了した。
番組の実制作は、テレビマンユニオンとテレビ朝日映像の2社が交互に担当。監督は実相寺昭雄が務めていた。

## エピソード
この番組は『あゝ甲子園』の好評を受けて企画された。そのため、準備期間は1か月しかなかった。
第1回では、同年に阪神甲子園球場で行われた阪神タイガース対読売ジャイアンツ最終戦を題材にした「巨人軍のサイン解剖」の放送が予定されていたが、収録時に番組のカメラが3塁コーチャーばかりを不自然に撮っているところを巨人軍の広報担当者に見つかり、同業者にサインが流出する恐れがあるとして放送中止になった。この回は一旦はお蔵入りになりかけたが、半年後の番組最終回に放送されて日の目を見た。この一度お蔵入りになりかけた回に代わって第1回に放送されたのが、日本ハムファイターズの当時の監督・大沢啓二の半生を取り上げた「大沢啓二・人生劇場 風雲編」である。